# Обикновена блатия
Обикновената блатия или върболист (Lythrum salicaria) е вид покритосеменно растение от семейство Блатиеви (Lythraceae). Разпространено е в Северозападна Африка, Евразия и Югоизточна Австралия. Растението е включено в списъка на лечебните растения съгласно Закона за лечебните растения.

## Описание
Обикновената блатия е многогодишно тревисто растение, достигащо височина 1-1,5 m и често образуващо храстоподобни колонии с диаметър 1,5 m и повече. Растението образува многобройни стъбла, излизайки от вдървеняла коренова система. Стъблата са червеникаво-лилави, квадратни в напречен разрез. Листата са ланцетни, дълги 3-10 cm, покрити с власинки, приседнали, разположени срещуположно или в прешлен по три. Цветовете са лилави с диаметър 10-20 cm с 5-6 венчелистчета. Има три вида цветове, които варират според дължината на тичинките и стълбчето на плодника (къси, средни, дълги).
Плодът е кутийка, цъфтежът е през лятото, а когато семената узреят, листата стават ярко червени.
Видът е силно инвазивен. Култиварите се отличават от изходния вид най-вече по цвят.

## Разпространение
Расте по влажни ливади край реки и потоци из цялата страна, от морското равнище до 1700 м надморска височина.

## Употреба
Обикновената блатия се използва в народната медицина, както и за декоративни цели.